# قرن عوف (ملحان)

تعديل مصدري - تعديل

قرن عوف هي إحدى قرى عزلة الشماسنة بمديرية ملحان التابعة لمحافظة المحويت، بلغ تعداد سكانها 664 نسمة حسب تعداد اليمن لعام 2004.